# Пивоки (Висконсин)
Пивоки (енгл. Pewaukee) град је у америчкој савезној држави Висконсин.

## Демографија
По попису из 2010. године број становника је 13.195, што је 1.412 (12,0%) становника више него 2000. године.
| Група             | 2000.          | 2010.          |
| Белци             | 11.369 (96,5%) | 12.247 (92,8%) |
| Афроамериканци    | 41 (0,3%)      | 144 (1,1%)     |
| Азијати           | 126 (1,1%)     | 344 (2,6%)     |
| Хиспаноамериканци | 153 (1,3%)     | 281 (2,1%)     |
| Укупно            | 11.783         | 13.195         |